# Rona Cup 2007
Rona Cup 2007 byl hokejový turnaj konající se v Trenčíně v roce 2007. Pohár začínal 9. srpna a končil 11. srpna. Titul získala počtvrté ve své historii HC Dukla Trenčín.

## Výsledky a tabulka
| Pozice | Tým               | Z | V | R | P | GS | GI | B |
| ------ | ----------------- | - | - | - | - | -- | -- | - |
| 1.     | HC Dukla Trenčín  | 3 | 3 | 0 | 0 | 17 | 11 | 6 |
| 2.     | HKm Zvolen        | 3 | 1 | 2 | 0 | 9  | 7  | 4 |
| 3.     | HC Košice         | 3 | 1 | 2 | 0 | 6  | 5  | 4 |
| 4.     | HC Oceláři Třinec | 3 | 0 | 2 | 1 | 8  | 9  | 2 |
| 5.     | MsHK Žilina       | 3 | 0 | 1 | 2 | 7  | 10 | 1 |
| 6.     | HC ZPS Barum Zlín | 3 | 0 | 1 | 2 | 8  | 13 | 1 |

Při rovnosti bodů rozhoduje rozdíl skóre
|  | HKm Zvolen | 1 : 1                                   | MsHK Žilina |  |
|  | HKm Zvolen | (1:1, 0:0, 0:0), samostatné nájezdy 3:2 | MsHK Žilina |  |

| Souhrn zápasu | Souhrn zápasu | Souhrn zápasu | Souhrn zápasu | Souhrn zápasu |
| ------------- | ------------- | ------------- | ------------- | ------------- |
|               | J.Čierny      |               | Dubec         |               |

|  | HC Košice | 2 : 2                                   | HC ZPS Barum Zlín |  |
|  | HC Košice | (0:0, 2:0, 0:2), samostatné nájezdy 4:3 | HC ZPS Barum Zlín |  |

| Souhrn zápasu | Souhrn zápasu | Souhrn zápasu | Souhrn zápasu       | Souhrn zápasu |
| ------------- | ------------- | ------------- | ------------------- | ------------- |
|               | Špelda Bartoš |               | Mokrejš Roman Vlach |               |

|  | HC Dukla Trenčín | 5 : 4                                   | HC Oceláři Třinec |  |
|  | HC Dukla Trenčín | (1:1, 3:2, 1:1), samostatné nájezdy 2:1 | HC Oceláři Třinec |  |

| Souhrn zápasu | Souhrn zápasu                    | Souhrn zápasu | Souhrn zápasu               | Souhrn zápasu |
| ------------- | -------------------------------- | ------------- | --------------------------- | ------------- |
|               | Čacho 2x Trochta Malinský Kollár |               | R.Tomas Kroupa Pácal Korhoň |               |

|  | HC Košice | 1 : 1                                   | HC Oceláři Třinec |  |
|  | HC Košice | (1:1, 0:0, 0:0), samostatné nájezdy 2:5 | HC Oceláři Třinec |  |

| Souhrn zápasu | Souhrn zápasu | Souhrn zápasu | Souhrn zápasu | Souhrn zápasu |
| ------------- | ------------- | ------------- | ------------- | ------------- |
|               | Jenčík        |               | Malec         |               |

|  | HKm Zvolen | 5 : 3                                   | HC ZPS Barum Zlín |  |
|  | HKm Zvolen | (3:0, 1:1, 1:2), samostatné nájezdy 2:0 | HC ZPS Barum Zlín |  |

| Souhrn zápasu | Souhrn zápasu                        | Souhrn zápasu | Souhrn zápasu           | Souhrn zápasu |
| ------------- | ------------------------------------ | ------------- | ----------------------- | ------------- |
|               | L.Jurík 2x Škvaridlo F.Turek Juraško |               | Okál Roman Vlach Brunec |               |

|  | HC Dukla Trenčín | 6 : 4                                   | MsHK Žilina |  |
|  | HC Dukla Trenčín | (0:1, 5:2, 1:1), samostatné nájezdy 1:0 | MsHK Žilina |  |

| Souhrn zápasu | Souhrn zápasu                     | Souhrn zápasu | Souhrn zápasu             | Souhrn zápasu |
| ------------- | --------------------------------- | ------------- | ------------------------- | ------------- |
|               | Poljaček 3x Čacho Barinka P.Mikuš |               | Lelkeš 2x Jur.Liška Sivák |               |

|  | HKm Zvolen | 3 : 3                                   | HC Oceláři Třinec |  |
|  | HKm Zvolen | (2:0, 1:2, 0:1), samostatné nájezdy 1:1 | HC Oceláři Třinec |  |

| Souhrn zápasu | Souhrn zápasu         | Souhrn zápasu | Souhrn zápasu            | Souhrn zápasu |
| ------------- | --------------------- | ------------- | ------------------------ | ------------- |
|               | Klouda Kubenko Paciga |               | Malec Skořepa J.Štefanka |               |

|  | HC Košice | 3 : 2                                   | MsHK Žilina |  |
|  | HC Košice | (2:1, 1:1, 0:0), samostatné nájezdy 1:2 | MsHK Žilina |  |

| Souhrn zápasu | Souhrn zápasu         | Souhrn zápasu | Souhrn zápasu    | Souhrn zápasu |
| ------------- | --------------------- | ------------- | ---------------- | ------------- |
|               | Ščurko S.Gron Šimurda |               | Jur.Liška Valach |               |

|  | HC Dukla Trenčín | 6 : 3                                   | HC ZPS Barum Zlín |  |
|  | HC Dukla Trenčín | (4:1, 1:0, 1:2), samostatné nájezdy 2:1 | HC ZPS Barum Zlín |  |

| Souhrn zápasu | Souhrn zápasu                           | Souhrn zápasu | Souhrn zápasu     | Souhrn zápasu |
| ------------- | --------------------------------------- | ------------- | ----------------- | ------------- |
|               | Urban Nemec Baláž Húževka Pardavý Kútny |               | Nosek Kubiš Balán |               |